# أندي هولدن
أندي هولدن (بالإنجليزية: Andy Holden)‏ هو لاعب كرة قدم بريطاني في مركز الدفاع، ولد في 14 سبتمبر 1962 في Flint, Flintshire ‏ في المملكة المتحدة. شارك مع منتخب ويلز تحت 21 سنة لكرة القدم ومنتخب ويلز لكرة القدم. أما مع النوادي، فقد لعب مع أولدهام أثلتيك ونادي تشستر سيتي ونادي ريل وويغان أتلتيك.

## وصلات خارجية
- أندي هولدن على موقع قاعدة بيانات كرة القدم.إي يو (الإنجليزية)
- أندي هولدن على موقع Soccerbase.com (لاعب) (الإنجليزية)